# Axel Urhausen
Axel Urhausen (* 20. Oktober 1958 in Verviers) ist ein luxemburgischer Allgemeinmediziner und Sportmediziner. Mehrfach nahm er als Mitglied des olympischen Ärzteteams an Olympischen Spielen teil.

## Vita
Urhausen wuchs als Sohn des Mediziners Edgar Urhausen und der Erika Mathar in Eupen auf, wo er 1977 am Collège Patronné sein Abitur ablegte. Anschließend studierte er bis 1984 Medizin an der Universität von Namur und an der Katholischen Universität in Leuven.
Nach Beendigung seines Studiums wurde Urhausen zunächst als Assistent und ab 1987 als ständiger Stellvertreter von Wilfried Kindermann, dem medizinischen Leiter des Instituts für Sport- und Präventivmedizin an der Universität des Saarlandes übernommen. Dort qualifizierte er sich 1987 zum Sportmediziner und promovierte 1990 zum Dr. med. Im Jahr 1994 habilitierte er sich mit der Thematik des Übertrainings und erhielt die Venia Legendi. Im Jahr 1999 wurde Urhausen als außerordentlicher Professur unter Kindermann an die Medizinische Fakultät der Universität des Saarlandes berufen, nachdem er ein Jahr zuvor ein Angebot der Universität Dortmund, dort einen Lehrstuhl für Sportmedizin einzurichten und zu übernehmen, abgelehnt hatte. Schließlich wechselte Urhausen 2004 an das „Centre Hospitalier de Luxembourg“ im Luxemburger Stadtteil Eich, wo er die Abteilung für Sport- und Präventivmedizin aufbaute und deren Leitung übernahm. Darüber hinaus gründete er im November 2016 zusammen mit Christian Alt die LUNEX University in Differdingen im Kanton Esch an der Alzette in Luxemburg mit den Studienschwerpunkten Sport, Gesundheit Prävention und Therapie, als deren Gründungspräsident er bis Oktober 2017 fungierte.
In seiner Freizeit widmet sich Urhausen selber der aktiven Sportausübung in unterschiedlichen Disziplinen. Er war einst belgischer Jugendmeister im Judo, spielte Wasserball bis in die Erste Liga Belgiens, war sowohl in Eupen als auch in Deutschland im Squash aktiv und betreibt derzeit vorrangig das Telemarken im Winter und das Rennradfahren im Sommer.
Axel Urhausen ist verheiratet mit der Ärztin Hildegard, geborene Mockel und hat drei Kinder.

### Sportmedizinisches Wirken
Im Rahmen seiner sportmedizinischen Ausbildung konzentrierte sich Urhausen schwerpunktmäßig auf die Themen Innere Medizin und Bewegungsphysiologie, Leistungsdiagnostik und Trainingskontrolle, Herzanpassung an Bewegung und Training, Sportkardiologie, Übertraining und Hormonelle Regulation sowie um die Dopingproblematik im Sport. Nachdem Urhausen zunächst von 1984 bis 1987 die deutschen Eisschnellläufer betreut hatte, wurde er 1988 durch Vermittlung von Kindermann als Chefarzt im Deutschen Ruderverband übernommen und gehörte von 1993 bis zum Jahr 2000 der Medizinischen Kommission der Fédération Internationale des Sociétés d’Aviron (FISA) an. Darüber hinaus war er bei den Olympischen Spielen 1992, 1996, 2000 und 2004 Mitglied des deutschen olympischen Ärzteteams und von 2008 bis einschl. 2021 leitender Arzt des Olympiateams von Luxemburg mit Teilnahmen vor Ort  2008, 2012 und 2016.

## Mitgliedschaften (Auswahl)
Urhausen gehörte und gehört zahlreichen Verbänden und Kommissionen an, darunter
- von 1989 bis 2002 dem Vorstand der Sportärztlichen Vereinigung Saar
- von 1990 bis 2004 dem Wissenschaftlichen Rat der Deutschen Triathlon Union
- von 1998 bis 2004 der Sektion Massensport, Freizeitsport und Alterssport in der Deutschen Gesellschaft für Sportmedizin und Prävention (Deutscher Sportärztebund) (DGSP)
- von 1999 bis 2005 dem Wissenschaftlichen Rat der Deutschen Gesellschaft für Sportmedizin
- bis 2004 in den Arbeitsgruppen Sportkardiologie der Deutschen Gesellschaft für Kardiologie – Herz- und Kreislaufforschung (DGK) und der European Society of Cardiology (ESC)
- der Nationalen Anti-Doping Agentur Luxemburgs
- der Arbeitsgruppe Medizin in der Nationalen Anti-Doping-Agentur Deutschlands
- als Vorstandsmitglied und Präsident in der medizinisch-wissenschaftlichen Kommission des Luxemburgischen Olympischen Sportkomitees (2005–2021)
- Vorstandsmitglied des Luxembourg Institute for High Performance in Sports (LIHPS)
- Gründer und Vorstandsmitglied des Luxembourg Institute of Research in Orthopedics, Sports Medicine and Science (LIROMS)
- Präsident der Luxemburger Gesellschaft für Sportmedizin

## Ehrungen
Für seine Verdienste um die Sportwissenschaften wurde Urhausen  mit der Sportverdienstmedaille von Luxemburg in Silber und in Vermeil (feuervergoldetes Silber) ausgezeichnet sowie von der Gesellschaft für Orthopädisch-Traumatologische Sportmedizin (GOTS) zum Sportarzt des Jahres 2016 gekürt.

## Schriften (Auswahl)
Urhausen verfasste neben einigen Monografien mehr als 260 wissenschaftliche Aufsätze in Fachzeitschriften. Darüber hinaus gehörte er der Redaktion des International Journal of Sports Physiology and Performance sowie von 1996 bis 2000 der Redaktion Medizin und Wissenschaft in „Sport und Bewegung“. Ferner war er Mitglied in den wissenschaftlichen Beiräten der „Deutschen Zeitschrift für Sportmedizin“ und der Zeitschrift „Sportorthopädie – Sporttraumatologie“. Seine bekanntesten Publikationen sind:
- Verhalten von Testosteron und Cortisol nach mehrstündiger erschöpfender Ausdauerbelastung sowie in Phasen vermehrter aerober bzw. [beziehungsweise] anaerob-laktazider Beanspruchungen, Dissertation Saarbrücken 1989
- Übertraining – nicht immer ein Über an Training; was Aktive und Betreuer über ein verflixtes Syndrom wissen sollten. Sport und Buch Strauss, Ed. Sport, Köln 1993, ISBN 978-3-89001-097-7
- Plötzlicher Herztod beim Sport. Zusammen mit Wilfried Kindermann. Sport und Buch Strauß, Köln 1999, ISBN 978-3-89001-131-8
- Aktuelle sportmedizinische und -wissenschaftliche Aspekte bei Kindern und Jugendliche. WWF-Verl.-Gesellschaft, Greven 2004